# Бориневич-Бабайцева, Зоя Антоновна
Зоя Антоновна Бориневич-Бабайцева (29 декабря 1885 — 7 октября 1972) — историк литературы, пушкинист.

## Биография
Родилась 29 декабря 1885 (11 января 1886) в Богодухове в семье земского статистика, впоследствии профессора статистики А. С. Бориневича.
Среднее образование получила во 2-й городской женской гимназии, которую закончила 1903 году. В 1904—1909 годах училась на историко-филологическом факультете Одесских высших женских курсов. В 1912 году сдала государственные экзамены на одноимённом факультете Императорского Новороссийского университета и получила диплом 1-й степени. Педагогическую карьеру начала в 1909 году учительницей воскресных и вечерних школ. В 1912—1918 годах преподавала русский язык и литературу в женских и мужских гимназиях города, а в 1920—1938 годах — на рабочих факультетах высших учебных заведений Одессы. В 1923—1930 годах была преподавателем Одесского института народного образования, затем — Одесского педагогического института, а с 1938 года — Одесского государственного университета.
В 1940 году защитила диссертацию «Романы-пародии А. П. Чехова» на соискание учёной степени кандидата филологических наук. Впоследствии присвоено учёное звание доцента.
В годы нацистской оккупации Одессы сочетала преподавательскую работу с подпольной деятельностью.
В 1950—1972 годах была председателем Пушкинской комиссии при Одесском доме учёных, одним из организаторов объединенных конференции пушкиноведов, которые проходили в Одессе и Кишинёве.
Умерла 7 октября 1972 в Одессе. Похоронена на Втором Христианском кладбище Одессы.

## Научный потенциал
Научно-исследовательская деятельность была сосредоточена на изучении жизни и творчества А. П. Чехова и А. С. Пушкина. Принимала активное участие в работе организованной в 1924 году Пушкинской комиссии при Одесском доме учёных (доклад «Пушкин и одесские альманахи»). Наибольшая активность в области пушкиноведения пришлась на 1950-60-е годы. Была соредактором двух томов сборников «Пушкин на юге» (т. 1 — 1958 год, т. 2 — 1961 год). Труды по пушкиноведению делятся на два цикла. К первому относятся исследования, в которых показаны культурно-общественная картина Одессы пушкинской поры, жизнь поэта в Одессе. Исследовательница делает анализ причин высылки А. С. Пушкина из Одессы, опровергает утверждение, что основой высылки был личный конфликт между поэтом и М. С. Воронцовым, считая политические мотивы ключевыми. Второй цикл работ посвящен анализу творчества А. С. Пушкина в так называемый «южный период».
Является автором около 20 опубликованных научных работ, в том числе 2 брошюр.

## Труды
- Пушкин и одесские альманахи // Пушкин. Статьи и материалы. — Вып. 2. — Одесса, 1926. — С. 51 — 69.
- Пушкин в Одессе // О. С. Пушкін в Одесі. — Одеса, 1949. — С. 69 — 98.
- Одесский период жизни Пушкина // Пушкинская юбилейная сессия. 150-летие со дня рождения А. С. Пушкина. — Одесса, 1949. — С. 37 — 39.
- Одесские впечатления в творчестве Пушкина после 1824 г. // Збірник філологічного факультету Одеського державного університету. — Т. IV. — Одеса, 1954.— С. 75 — 89.
- Овидиев цикл в творчестве Пушкина // Пушкин на юге. — Вып 1. — Кишинев, 1958.— С. 164—178.
- Высылка Пушкина из Одессы // Пушкин на юге. — Вып 1. — Кишинев, 1958.— С. 264—280.
- Лирика Пушкина южного периода // Пушкин на юге. — Вып 2. — Кишинев, 1961. — С. 265—288.
- Десятая объединенная конференция пушкиноведов юга // Временник Пушкинской комиссии, 1963. — Вып. 2. — М.-Л., 1966. — С. 113—115.

## Награды
- Медали «За оборону Одессы», «За боевые заслуги», «Партизану Отечественной войны»